# Дам Діоп
Дам Діоп (фр. Dame Diop, нар. 15 лютого 1993, Луга) — сенегальський футболіст, півзахисник.

## Клубна кар'єра
Народився 15 лютого 1993 року в місті Луга. Вихованець футбольної школи клубу «Туре Кунда», де і розпочав виступи на дорослому рівні, а 2010 року був названий найкращим гравцем сенегальської Ліги 2. В цьому ж році він виграв з командою Кубок Сенегалу та допоміг клубу вийти у вищий дивізіон країни.
У березні 2012 року був придбаний російським клубом «Хімки». Однак за підмосковний клуб сенегалець не провів жодного матчу і вже в серпні був відданий в оренду з правом викупу у вірменський «Ширак». У лютому 2013 року, після закінчення оренди, Діоп підписав повноцінний контракт з вірменським клубом. Того ж року виграв з командою чемпіона та Суперкубок Вірменії, а також став фіналістом національного кубка.
На початку серпня 2014 року перейшов на правах вільного агента у празьку «Славію». Дебютував у чемпіонаті Чехії 16 серпня 2014 року в четвертому турі проти «Тепліце» (1:2). Відіграв за празьку команду наступні півтора сезони своєї ігрової кар'єри, проте на поле виходив вкрай рідко. 
На початку 2016 року перейшов у інший чеський клуб «Фастав» (Злін). В новій команді він став частіше залучатись до матчів і виграв Кубок Чехії у сезоні 2016/17, а також Чесько-словацький суперкубок (новостворений турнір між переможцями чеського і словацького кубка). Однак у обох вирішальних матчах сенегалець участі не брав, оскільки у квітні 2017 року зазнав важкого струсу головного мозку і перелому кісток обличчя, від якого відновлювався.
На початку 2018 року перейшов у «Банік». Станом на 8 квітня 2018 року відіграв за команду з Острави 7 матчів в національному чемпіонаті.
7 вересня 2022 року Діоп підписав контракт з клубом Вірменської Прем'єр-ліги «Пюнік». 17 січня 2023 року Пюнік оголосив, що Діоп покинув клуб.

## Виступи за збірні
Виступав у складі юнацької збірної Сенегалу, взяв участь у 3 іграх на юнацькому рівні.
2011 року залучався до складу молодіжної збірної Сенегалу і став з нею півфіналістом молодіжного (U-23) чемпіонату Африки. Загалом на молодіжному рівні зіграв у 8 офіційних матчах.
1 червня 2014 року дебютував в офіційних матчах у складі національної збірної Сенегалу в товариському матчі проти збірної Колумбії (2:2).

## Досягнення
- Володар Кубка Сенегалу: 2010
- Чемпіон Вірменії: 2012/13
- Володар Суперкубка Вірменії: 2013
- Володар Кубка Чехії: 2016/17
- Володар Чесько-словацького суперкубка: 2017

| Дата      | Місто        | Господарі | Результат | Гості   | Турнір           | Голи | Примітки |
| --------- | ------------ | --------- | --------- | ------- | ---------------- | ---- | -------- |
| 31-5-2014 | Буенос-Айрес | Колумбія  | 2 – 2     | Сенегал | товариський матч | -    |          |
| Усього    |              | Матчів    | 1         |         | Голів            | 0    |          |